# Andrea Manni
Andrea Manni (Roma, 4 de gener de 1958) és un director, guionista i escriptor italià.

## Biografia
El 1989 va escriure i dirigir el curtmetratge Dubbing in Italian Style, ((menció especial al Festival de Cinema de Torí). El 1996 va escriure i dirigir la seva primera pel·lícula per a televisió Da cosa nasce cosa, Millor Primera Pel·lícula al 50è Festival de Cinema de Salerno 1997. El 1998 va escriure i dirigir el curtmetratge Un uomo a piedi (en competició a la 55a Mostra Internacional de Cinema de Venècia).
El 2003 va dirigir el seu primer llargmetratge Il fuggiasco, pel·lícula de la qual també va escriure el guió juntament amb l'escriptor Massimo Carlotto. "Il Fuggiasco" rep 23 premis, tant italians com internacionals.
L'any 2006 va dirigir l’episodi "Troppi equivoci" per la serie "Crimini". El 2007 va coescriure i dirigir la pel·lícula Voce del verbo amore, amb Giorgio Pasotti i Stefania Rocca i el 2008 va dirigir l'episodi "Bestie" de la segona temporada de la sèrie Crimini.
El 2010 va publicar el llibre Strano l'amore (Edizioni e/o). El 2016 va ser productor executiu del documental "You never had it. (An evening with Bukowski)", de Matteo Borgardt.

## Filmografia

### Cinema
- Dubbing in Italian Style (1989)
- Un uomo a piedi (1998)
- Il fuggiasco (2003)
- Voce del verbo amore (2007)

#### Televisió
- Da cosa nasce cosa (1996)
- Crimini (episodi Troppi equivoci) (2006)
- Crimini (episodi Bestie) (2008)
- Titolo – Pillole bonsai (1998-1999)